# Metro w Tel Awiwie
Metro w Tel Awiwie („Dankal”, hebr. ‏דנקל‎) – planowany system metra w Tel Awiwie w Izraelu.

## Projekt
Projekt budowy transportu publicznego w metropolii Tel Awiwu zakłada budowę linii, tramwajowych, metra i autobusów. Pierwszym etapem jest budowa linii metra nazywanej Linią Czerwoną. Budowa rozpoczęła się w 2011. Całość budowy systemu zakończyć się ma w 2030.

## Historia
Pierwsza propozycja budowy szybkiego systemu komunikacji publicznej w Tel Awiwie została przedstawiona przez libańskiego inżyniera George Franjieh w listopadzie 1892, dziewięć tygodni po otwarciu linii kolejowej Jafa-Jerozolima. Plan zakładał budowę linii kolejowej pomiędzy południową i północną częścią Jafy. Plan jednak został uznany za nieefektywny ekonomicznie. Następnie planowano połączyć siecią linii kolejowych pobliskie osady Riszon le-Cijjon, Petach Tikwa i Wilhelma. Tych także nie wprowadzono do życia. W latach 60. wrócono do planów budowy metra, jednakże problemy finansowe oraz niestabilna sytuacja polityczna doprowadziły do ponownego porzucenie pomysłu budowy szybkiej kolei w Tel Awiwie.

## Powrót do planów
W roku 2000 powrócono do planów budowy szybkiej sieci tramwajowej lub metra z powodu znacznego wzrostu liczby ludności metropolii Tel Awiwu. System szybkiego miejskiego transportu w Tel Awiwie nie będzie tylko systemem tramwajowym oraz metra, ale będzie docierał do wszystkich części Gusz Dan, czyli obszaru metropolitalnego w Izraelu, obejmującego dzielnice Tel Awiwu oraz sąsiednie miasta Dystryktu Tel Awiwu, jak i Dystryktu Centralnego. Będzie składał się z połączonego systemu metra, tramwajów oraz autobusów.
W grudniu 2006, grupa MTS została wybrana do budowy systemu transportowego Tel Awiwu. Finansowanie projektu zostało oparte na formule partnerstwa publiczno-prywatnego, czyli zaangażowania prywatnych inwestorów przy udziale państwa. Utworzono konsorcjum, w którego skład wchodzi wchodzą: Egged Bus Cooperative, Siemens AG, SSESS i Soares da Costa.
W 2011 roku rozpoczęła się budowa pierwszej linii metra nazywana Linią czerwoną.
Sieć tramwajów i metra w Tel Awiwie będzie piątym systemem szybkiego transportu na Bliskim Wschodzie. Pierwszym było metro w Hajfie Carmelit otwarte w 1959. Następnie metro w Kairze z 1987, w Teheranie z 1999 oraz w Dubaju z 2009.

## Problemy finansowe
W sierpniu 2010 z powodów problemów finansowych konsorcjum, izraelski rząd podjął decyzję o częściowej nacjonalizacji projektu. Jednakże konsorcjum nie zostało całkowicie odsunięte od projektu, gdyż dalej uczestniczy w budowie Linii czerwonej. Rząd izraelski planuje budować kolejne dwie linie Zieloną i Purpurową równocześnie z powodu dużego opóźnienia w budowie całego systemu transportowego.

## Planowane linie
Linia Czerwona jest obecnie w budowie. Na trasie znajdować się mają 33 stacje. Długość całej linii wynosić ma 23 km z czego 10 km przebiegać ma pod ziemią w formie metra. Linia ma przebiegać wzdłuż ulic Petach Tikva (centralny dworzec autobudowy), Szpital Beilinson, ulica Żabotyńskiego w dzielnicy Bene Berak i Ramat Gan, Arlozorov (stacja kolejowa w Tel Awiwie), ulica Begina, centrum Azrieli, południowa Hakirya, Manshia, bulward Jerusalem w Jafie, południowy Bat Jam i zachodni Riszon le-Cijjon (stacja kolejowa). Odległość pomiędzy stacjami nadziemnymi wynosić będą 500m, a pomiędzy podziemnymi 1000m. Podczas godzin szczytu pociągi linii czerwonej jeździć będą z częstotliwością 3 minut. Podziemne pociągi rozpędzać się będą do 70 km/h.
| Linie              | Długość       | Status       | Data otwarcia | Miasta                                                                                      | Stacje Przystanki | Liczba stacji      |
| ------------------ | ------------- | ------------ | ------------- | ------------------------------------------------------------------------------------------- | --- | ------------------ |
| Linia Czerwona     | 23 km (14 mi) | W budowie    | 2017–2018     | Petach Tikwa, Bnei Brak, Ramat Gan, Tel Awiw–Jafa, Bat Jam                                  | Petach Tikwa dworzec autobusowy ● Kiryat Aryeh Depot (Petach Tikwa) ● Nisenboim (Bat Jam) | 33 (10 pod ziemią) |
| 'Linia Zielona     | 35 km (15 mi) | Zatwierdzono | 2021          | Herclijja, Tel Awiw, Holon, Riszon le-Cijjon                                                | Herclijja Pituah ● Uniwersytet w Tel Awiwie Holon Depot ● Moshe Dayan (Riszon le-Cijjon) | 58 (5 pod ziemią)  |
| Linia Purpurowa    | 36 km (22 mi) | W planie     | 2021          | Yehud, Or Jehuda, Ramat Gan, Tel Awiw, Kirjat Ono, Giwat Shmuel, Petach Tikwa               | Mohilever (Yehud) ● Segulla (Petach Tikwa) Arlozorov (Tel Awiw) | 56                 |
| Linia Niebieska    | 21 km (13 mi) | W planie     | 2016          | Rechowot, Nes Ziona, Riszon le-Cijjon                                                       | Riszon le-Cijjon Center ● Mikve Israel Holon Junction ● Bilu Junction | Brak danych        |
| Linia żółta        | 18 km (11 mi) | W planie     | 2019          | Ra’ananna, Kfar Sava, Hod ha-Szaron, Herclijja, Ramat ha-Szaron, Ramat Gan, Tel Awiw, Holon | Tshernihovsky (Kfar Sava) ● Raoul Wallenberg (Tel Awiw) Sokolov (Herclijja) ● Hod ha-Szaron ● Ben-Gurion (Ramat Gan) ● Icchak Rabin (Giwataim) ● Moshe Dayan (Tel Awiw) ● Mikve Israel Holon Junction | Brak danych        |
| Linia Brązowa      | 28 km (17 mi) | W planach    | 2019          | Ramle–Riszon le-Cijjon                                                                      | Ramle ● Riszon le-Cijjon Center | Brak danych        |
| Linia Różowa       | Brak danych   | W planach    | 2015          | Kfar Sava, Ra’ananna, Herclijja                                                             | Ra’ananna South ● Herclijja | Brak danych        |
| Linia Pomarańczowa | 16 km (10 mi) | W planach    | Brak danych   | Netanja                                                                                     | Netanja | Brak danych        |